# Cryptocarya macrocarpa
Cryptocarya macrocarpa är en lagerväxtart som beskrevs av André Guillaumin. Cryptocarya macrocarpa ingår i släktet Cryptocarya och familjen lagerväxter. Inga underarter finns listade i Catalogue of Life.